# All Media Network
All Media Nedwork (anteriorment All Media Guide [AMG] i AllRovi) és una empresa americana que està al càrrec de AllMusic, AllMovie, AllGame (fins a la seva clausura dins 2014), SideReel i Celebified. L'empresa va ser fundada el 1990 per l'archiver de cultura popular Michael Erlewine. Les oficines de la companyia estan situades a San Francisco, Califòrnia, i Ann Arbor, Michigan, als Estats Units.
All Music Guide (ara AllMusic) va ser llançat l'any 1991. Més endavant, cap al 1994, va néixer All Movie Guide (ara AllMovie), i el 1998 ho va fer All Game Guide (ara AllGame).

## Història
L'empresa va ser fundada a Big Rapids, Michigan l'any 1990 pel músic Michael Erlewine. Amb All Music Guide l'objectiu era "[compilar] informació discogràfica de cada artista qui ha fet un rècord d'ençà que Enrico Caruso va donar a la indústria el seu primer gran impuls", la qual va llançar-se el 1991.
Van expandir-se amb All Movie Guide (ara AllMovie) el 1994, i llavors All Game Guide (ara AllGame) el 1998. Es van traslladar a Ann Arbor, Michigan l'any 1999 per aprofitar la "rica font de talent". AMG era una unitat empresarial dins Alliance Entertainment Corporation des del 1996 fins a inicis del 2005. Alliance va ser adquirida el 1999 per Yucaipa Companies, un fons multibillionari del dòlar establert a Califòrnia.
Macrovision (Ara TiVo) va anunciar el 6 de novembre de 2007 que havia acordat comprar All Media Guide per uns 102$ milions; 72$ milions en efectiu van ser pagats per avançat, i 30$ milions en els pagaments contingents es van fer un any després. Durant un temps, totes les guies eren ser controlades per servidors de nom de Rovi i l'accés combinat a All Music i All Movie Guides va era proporcionat via AllRovi.com des de 2011 fins 2013. El 2013, Rovi va vendre l'accés del consumidor al contingut a la novament establerta All Media Nedwork, però va retenir el control de llicències de contingut a altres negocis. La pàgina web global és allmedianetwork.com (Anteriorment allmediaguide.com i allrovi.com).
Rovi els va vendre l'accés del consumidor a la novament oberta All Media Nedwork, Societat de responsabilitat limitada (LLC) el 2013, mantenint la propietat i manteniment del contingut en si.
La secció AllGame del lloc va ser tancada el 12 de desembre de 2014.

## Serveis i productes

### AllMusic

AllMusic logo

AllMusic és una base de dades en línia que proporciona accés a informació sobre cançons, àlbums, músics, bandes, i estils musicals juntament amb notícies d'autors, revisions, biografies, índexs i recomanacions. El contingut era inicialment publicat en forma de llibre el 1991 com l'All Music Guide, i ara està oberta gratuïtament al públic per a informació i referència en línia així com disponible via llicència per sistemes de punts de venda, reproductors multimèdia, i botigues de música en línia.

#### Sèrie Guide
All Media Nedwork també produeix la sèrie de guies AllMusic que inclou la All Music Guide to Jazz i la All Music Guide to the Blues. Vladimir Bogdanov és el president de la sèrie.

### AllMovie

AllMovie logo

AllMovie, va ser llançada el 1994 igual que All Movie Guide, i proporciona accés a informació sobre actors, pel·lícules, i directors amb notícies d'autor, revisions, índexs, i recomanacions. Ofereix informació limitada sobre produccions televisives, centrant-se principalment en aquelles publicades en DVD. Com AllMusic, aquest contingut està també disponible via llicpencia per mitjà de sistemes de punts de venda, reproductors multimèdia i botigues en línia.

### AllGame

AllGame logo

AllGame va funcionar entre els anys 1998–2014 al mateix temps que All Game Guide. La plataforma oferia informació i ressenyes sobre moltes consoles, portàtils, galeries, i jocs d'ordinador dels EUA. La pàgina va començar el febrer del 1998 amb l'objectiu d'esdevenir la base de dades més completa disponible. En un missatge de comiat a la seva pàgina, el personal es va adonar que ells "no tots sabíem exactament què fèiem aquells primers dies però va ser apassionant estar ajudant a fer una base de dades de jocs en línia abans que Internet s'omplís de pàgines web dedicades als videojocs."

### SideReel

SideReel logo

SideReel, llançat el 2007, és un lloc web que proporciona informació sobre programes de televisió i episodis.

### Celebified
Celebified ofereix entrevistes i notícies sobre celebritats. Va començar l'any 2012.

## Contingut i administració de dades
La base de dades All Media Nedwork va ser inicialment creada per Vladimir Bogdanov amb l'objectiu de guardar la informació del gran nombre de llistes d'Erlewine.
La informació a la base de dades està sota llicència i utilitzada en punts de venda per alguns minoristes de música. Inclou el següent:
- Dades bàsiques: noms, gèneres, crèdits, informació de copyright, nombres de producte.
- Contingut descriptiu: estils, tons, humors, temes, nacionalitats.
- Contingut relacionat: àlbums i artistes similars, influències.
- Contingut d'editorial: biografies, revisions, rankings.

L'empresa afirma tenir l'arxiu digital de música més gran de tots, incloent-hi aproximadament sis milions de cançons digitals, així com la major biblioteca de portades, amb més de mig milió d'escanejos d'imatges de portades.

## Model empresarial
AllMusic també és utilitzada per diverses generacions de Windows Media Player i Musicmatch Jukebox per identificar i organitzar col·leccions de música. Windows Media Player 11 i la botiga de música integrada a la MTV han expandit l'ús de les dades d'AllMusic per incloure artistes relacionats, biografies, ressenyes, llistes de reproducció i altres dades.
All Media Nedwork llicencia grans bases de dades de metadades sobre pel·lícules, videojocs, llibres d'àudio, i estrenes de música de Rovi Corporation i els publica en línia per a ús del consumidor. Això inclou crèdits, i autobiografies, ressenyes, índexs, i recomanacions així com categories com poden ser "tema" o "humor". Rovi també fa això acontenta disponible per punt de sistemes de venda en botigues globalment, per CD i reconeixement de DVD dins jugadors de mitjans de comunicació del programari com Jugador de Mitjans de comunicació de les Finestres i Musicmatch Jukebox, i per proporcionar contingut per una varietat de les pàgines web que inclouen iTunes, Pandora, i Spotify.